# 張天駿
張天駿（17世纪?—18世纪?），字鸣佩，浙江省仁和县人，清朝武官。代理广东提督、台灣鎮總兵。
以千总，留京营效用。检发福建水师，出海捕贼有功，累升至福建南澳镇总兵。乾隆二年（1737年）正月，广东提督张溥身故，张天骏代理广东提督。条奏停止采矿，部议革职。旋奉特旨，补湖广常德总兵，调崇明，奉命海运漕粟至闽平粜。乾隆八年（1743年）奉旨調任前往台灣，接任何勉擔任台灣鎮總兵。是台灣清治時期此期間，受台灣道制約的台灣地區最高軍事首長。任职两年多，张天骏恩威并济，兵辑民安，台湾平安无事。